# San Clemente (Cile)
San Clemente è un comune del Cile centrale, che si trova nella Provincia di Talca e Regione del Maule. La superficie del comune è di 4.504 km² e la sua popolazione è di 38.579 abitanti. San Clemente è il comune più vasto della Regione del Maule.
Nel comune si trova l'area vulcanica della Laguna del Maule, da cui nasce l'omonimo fiume che dà il nome alla Regione.